# Mitosome
Un mitosome est un organite trouvé chez certains organismes unicellulaires eucaryotes. Le mitosome a été découvert récemment et nommé en 1999. Sa fonction n'a pas été encore bien caractérisée. On le définit parfois comme un crypton (cryptic mitochondrion-derived organelle).
Le mitosome n'a été détecté que chez des organismes anaérobies ou microaérophiles qui ne possèdent pas de mitochondries. Ces organismes n'ont pas la capacité d'obtenir de l'énergie de l'oxydation, qui est le processus qui se passe normalement dans les mitochondries. Le mitosome a d'abord été décrit chez Entamoeba histolytica,  un parasite intestinal de l'homme,. Les mitosomes ont été également identifiés chez plusieurs espèces de Microsporidia,, chez Giardia intestinalis et chez les Cryptosporidium.
Les mitosomes ont évolué très certainement de mitochondries. Comme les mitochondries, ils ont une membrane à double couche, et des protéines leur sont adressées par un système de peptide signal ayant une séquence cible d'acides aminés. La séquence d'adressage est très similaire à celle trouvée dans les mitochondries, et la forme mitochondriale de la séquence fonctionne avec les mitosomes. Il a été montré qu'un certain nombre de protéines associées avec les mitosomes sont parentes de celles des mitochondries ou celles des hydrogénosomes (qui sont elles aussi des mitochondries dégénérées).
À la différence des mitochondries, les mitosomes ne sont pas porteurs d'information génétique en leur sein. Les gènes codant les composants mitosomaux font partie du génome nucléaire. On avait pensé en un premier temps qu'il y avait présence d'ADN dans cet organite, mais des recherches plus récentes ont prouvé le contraire.